# Soldat fusillé pour l'exemple
Pour le film documentaire diffusé en 2003, voir Fusillés pour l'exemple.
« Soldat fusillé pour l’exemple » désigne, dans le langage courant, un militaire exécuté après décision d’une juridiction militaire intervenant non seulement dans un cadre légal pour un délit précis mais aussi dans un souci d’exemplarité visant à maintenir les troupes en parfait état d’obéissance.
Il est très difficile d’apprécier le nombre exact de cas, et la part qu’a jouée parfois la volonté « de faire un exemple » d’un cas d’insubordination au front, pour éviter les paniques généralisées.
La notion de fusillé pour l'exemple a été explicitée par l'arrêt de la Cour spéciale de justice militaire en date du 3 mars 1934 qui a acquitté les quatre caporaux de Souain et « déchargé leurs mémoires des condamnations prononcées » : « attendu que s'il est contraire à l'idée de justice, que la répression ait été ainsi limitée d'une façon arbitraire, aux seuls caporaux condamnés pour une faute commise par toute une compagnie, il est matériellement établi, et d'ailleurs, non contesté, que ces caporaux ont reçu de leur chef, l'ordre de marcher contre l'ennemi et qu'ils ne l'ont pas exécuté ».
Cette pratique est à distinguer des condamnations à mort après passage en cour martiale, avec audition de témoins, conformément au Code de justice militaire, parfois utilisée par les états-majors de différents pays impliqués dans le conflit. Elle ne saurait non plus être confondue avec celle de la décimation — dans la Rome antique, pratique consistant à exécuter un soldat sur dix de façon aléatoire — qui a existé ponctuellement à Rome et dans quelques armées modernes, même si, dans plusieurs affaires d’abus d’autorité et par certains aspects, elle a pu laisser apparaître des points communs.

## Guerre de 1870
Après les désastres de son armée et la débandade qui s’ensuit, le gouvernement français autorise par un décret du 2 octobre 1870 l’établissement de cours martiales qui permettent l’exécution immédiate d’un soldat. Seul un compte rendu a posteriori est demandé. Les exécutions sont nombreuses et marquent les esprits, mais les données historiques manquent cruellement pour donner un bilan chiffré fiable de ces exécutions.
Lors du siège de Paris de 1870-1871, la Cour martiale de Paris est instituée le 19 septembre 1870 avant d’être instituée à Vincennes, Saint-Denis, etc.
Les fusillés de Saint-Étienne-de-Fursac, trois soldats exécutés en 1871, voleurs de poules ou déserteurs selon les versions, peuvent aussi être mentionnés.

## Début de laIIIeRépublique
Contrairement aux pratiques qui ont cours durant les périodes de guerre, l’exécution à la suite d'une condamnation à mort en temps de paix est commuée de manière quasi systématique en peine de travaux forcés par décret présidentiel, sauf en de rares cas. Dans son article portant sur les conseils de guerre en temps de paix du numéro 73 de la Revue d'histoire Vingtième siècle, Odile Roynette observe qu'en 1905, sur seize condamnations à la peine capitale prononcées par les conseils de guerre en France et en Algérie, aucune n'a donné lieu à une mise à mort par un peloton d’exécution.
Il faut souligner ici qu'une loi du 30 décembre 1911 délègue en temps de paix l’exécution des peines capitales pour les crimes de droit commun à des professionnels de l’exécution civile, la mise à mort se faisant par décapitation par guillotine. Pour les crimes de droit militaire l'exécution reste le peloton d'exécution. Cette loi prend place dans un contexte de montée des tensions avec l’Empire allemand voisin.

## Première Guerre mondiale

### France
L'armée française a comptabilisé, en octobre 2014, un total de 1 008 fusillés dont 723 militaires français, 21 militaires étrangers, 176 civils et 82 militaires français fusillés sans jugement. Sur les 926 personnes jugées, 612 furent condamnées pour désobéissance militaire, 141 pour crimes de droit commun, 126 pour espionnage, 47 pour motifs inconnus. Sur les 82 fusillés sans jugement identifiés dans les archives militaires, 27 furent fusillés pour désobéissance militaire documentée par les archives militaires, 55 exécutés et tués sommairement.
Suivant la défaite de Charleroi et l’échec de la bataille des Frontières, les mêmes causes produisant souvent les mêmes effets, deux décrets du 2 août et du 6 septembre 1914 sont promulgués, instituant des Conseils de guerre spéciaux, s’ajoutant aux Conseils ordinaires qui continuent de se tenir. Fonctionnant selon une procédure simplifiée et expéditive inspirée des cours martiales de 1870, ces conseils s’exercent jusqu’à leur suppression en avril 1916.
Près de huit millions d'hommes sont mobilisés de 1914 à 1918. 2 400 poilus ont été condamnés à mort et environ 600 fusillés pour l’exemple,, les autres voyant leur peine commuée en travaux forcés. Ces condamnations sont prononcées pour refus d’obéissance, mutilations volontaires, désertion, abandon de poste devant l’ennemi, délit de lâcheté ou mutinerie (en 1917). En revanche, les militaires abattus pour refus d'obéissance, ou « exécutions sommaires », qui sont liées à des refus d'ordres — par exemple : refus d'aller au combat, ou même prostration, peur, ce qui était assimilé à un retrait face à l'ennemi — sont bien plus nombreuses et, quand les détails sont connus, les historiens doivent attendre souvent plus de 100 ans après la fin du conflit pour consulter les rares archives, car souvent, ces exécutés sont marqués « morts au combat », ou « morts au champ d'honneur »[réf. souhaitée].

#### Les exécutions sommaires
L’autorité militaire possède deux leviers : l'un fourni par le législatif, c'est le Code de Justice Militaire, l'autre fourni par l'exécutif, c'est le Règlement sur le service en campagne. Promulgué le 2 décembre 1913 sous la signature de Raymond Poincaré, Président de la République, il mentionne dans son article 121 : « Les officiers et les sous-officiers ont le devoir de s'employer avec énergie au maintien de la discipline et de retenir à leur place, par tous les moyens, les militaires sous leurs ordres, au besoin, ils forcent leur obéissance ». Même si le mot « exécution sommaire » n'est pas prononcé, le sens de la phrase ne laisse planer aucun doute[réf. nécessaire].
Ce chiffre de 612 fusillés ne prend pas en compte les exécutions sommaires. Celles-ci sont relatées dans les carnets de guerre des soldats. Ainsi les Mémoires d’un troupier d’Honoré Coudray du 11e bataillon de chasseurs alpins explicite les exécutions sommaires auxquelles il dit avoir assisté :
- en juillet 1916, un chasseur est accusé de dévaliser les morts ; blessé par les artilleurs, il est abattu par son commandant. Coudray commente « le taré P... a trouvé un moyen rapide de suppléer au conseil de guerre... aucun interrogatoire, aucune enquête ». Pour masquer son acte, le commandant inscrit la victime dans la liste des morts au champ d’honneur ;
- en octobre 1916, un jeune chasseur de la classe 1915, paniqué, fuit le front pendant un bombardement. Le commandant le convoque : « monte sur le parapet », le commandant le suit et le tue d’une balle dans la tête.

Outre les informations apportées par Honoré Coudray, ses convictions — fervent partisan de l’ordre, il reproche aux mutins de 1917 leur attitude de rébellion — montrent que la critique des exactions de ces cadres n’est pas liée à un parti pris contestataire.
En janvier 1918, Charles Victor Robert du 131e RI, est abattu dans des circonstances confuses par un caporal de sa section de discipline de la 125e Division d'infanterie, au sud-est de Craonnelle (inhumé au cimetière militaire de Pontavert).

#### Les motifs des condamnations

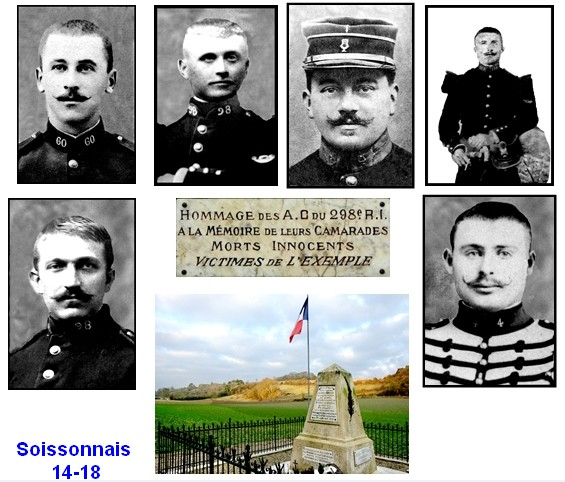
Fusillés 14 18

En 1914, les condamnés sont principalement accusés de s’être volontairement mutilé un membre (main, pied). Laisser sa main traîner au-dessus de la tranchée était passible du conseil de guerre[réf. nécessaire]
En 1915 et 1916, on assiste de plus en plus à des désertions, puis se développent deux formes de crimes :
- le refus d’obéissance pour marcher contre l’ennemi. Cette dénomination issue de la justice militaire est le prétexte à des condamnations totalement arbitraires notamment lorsque les généraux n’étaient pas satisfaits d’un repli de troupes ;
- l’abandon de poste en présence de l'ennemi. Il s’agit de désertion dans la majeure partie des cas.

En 1917, les condamnations concernent des comportements collectifs. Les célèbres mutineries du Chemin des Dames restent gravées dans les mémoires tant par leur caractère exceptionnel que dans la répression qui suivit.
À Craonne, lors des sanglants assauts commandés par le général Nivelle, ce sont 30 000 hommes qui meurent en 10 jours (et 100 000 sont blessés).
En 1918, en France comme chez les Alliés, on constate un déclin des exécutions. En effet, les commandements militaires comprennent mieux l’état mental des soldats, les conséquences de l'obusite, ce choc psychologique provoqué par les conditions de vie des soldats sous les bombardements.
Voici la répartition par année des 563 fusillés pour désobéissance militaire, documentée par les archives des conseils de guerre :
| Année     | nombre de fusillés |
| --------- | ------------------ |
| 1914      | 125                |
| 1915      | 237                |
| 1916      | 110                |
| 1917      | 74                 |
| 1918      | 12                 |
| 1919-1921 | 5                  |

#### L’évolution de la justice militaire pendant la guerre

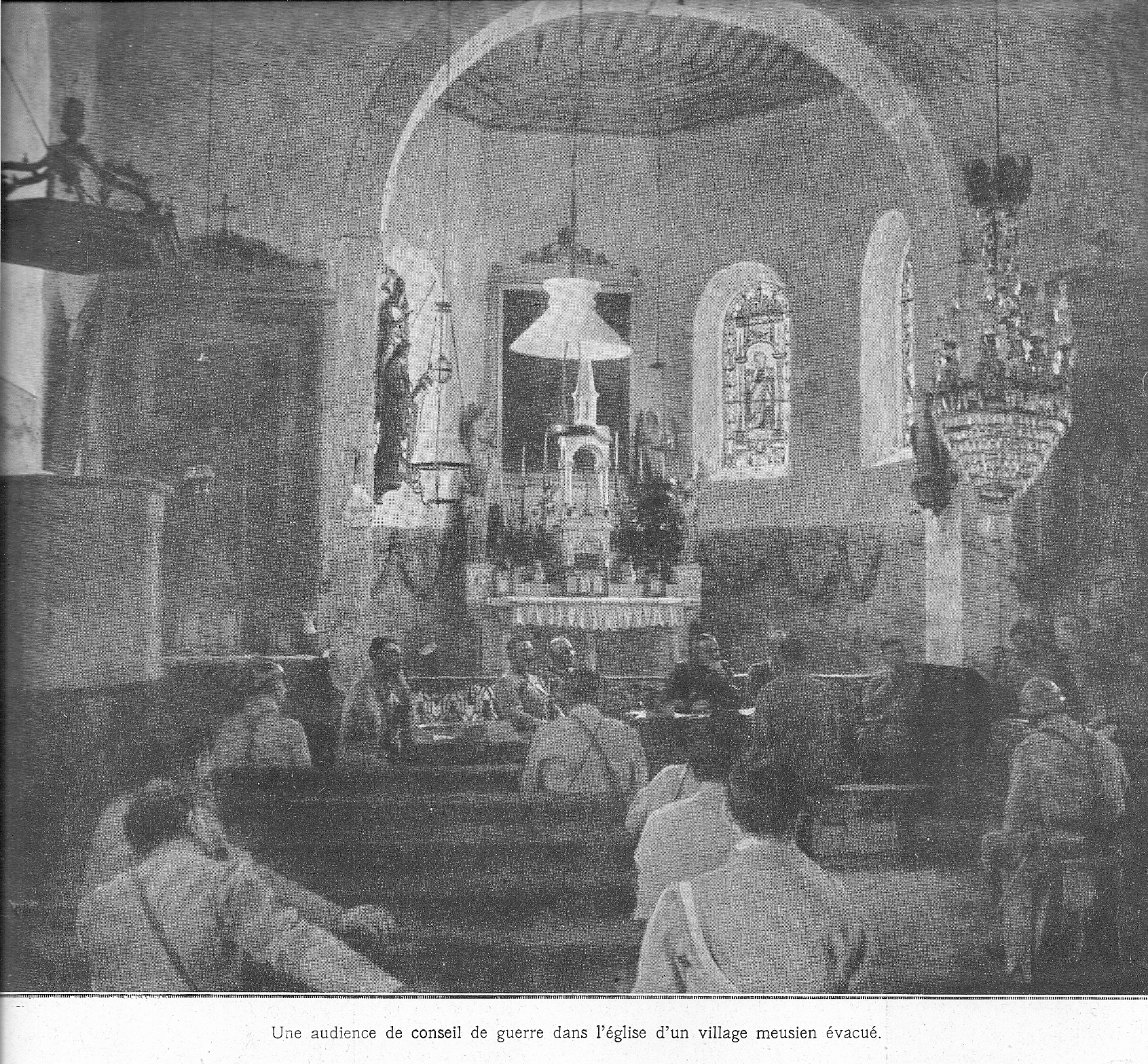
Conseil de guerre dans une église (journal L’Illustration, octobre 1917).

Le code de justice militaire, dans son article 156 précise que « l'accusé peut être traduit directement et sans instruction préalable devant le Conseil de Guerre ».
Le décret du 17 août 1914 a supprimé les recours auprès du Conseil de révision. Le décret du 1er septembre 1914 a suspendu le recours en grâce auprès du Président de la République (le texte signé de Millerand indique : « l'officier qui a ordonné la mise en jugement prendra immédiatement les mesures nécessaires pour assurer l'exécution du jugement » à moins qu’exceptionnellement il n'estime qu’il y a lieu de proposer au Chef de l’État une commutation de peine). Le décret du 6 septembre 1914 a autorisé la création des Conseils de guerre spéciaux.
Joseph Joffre réussit à imposer aux politiques la constitution de cours martiales dénommées « les conseils de guerre spéciaux », qui doivent juger rapidement en flagrant délit. Les prévenus sont jugés par une « cour » composée en général du commandant de régiment assisté d'un officier et d'un sous-officier. Ils votent et la majorité scelle le sort du soldat. En cas de condamnation à mort la sentence est applicable dans les 24 h selon les préconisations de Joffre. Ainsi les principes d’indépendance des juges, de débats contradictoires et enfin de recours sont abolis. Sur les 617 fusillés 407 le sont en 1914 et 1915. Devant les abus révélés par la presse et les associations, le parlement tente d’atténuer cette justice expéditive.
La loi du 27 avril 1916 d'une part supprime les Conseils de guerre spéciaux et d'autre part autorise les circonstances atténuantes pour les crimes et délits « militaires » en temps de guerre comme en temps de paix. Le décret du 8 juin 1916 rétablit les recours auprès du Conseil de révision. Le recours en grâce redevient du ressort exclusif du Président de la République par le décret du 20 avril 1917, sauf du 8 au 13 juillet 1917 où les recours en révision et en grâce sont temporairement suspendus.
En effet ce ne sont pas moins de 600 poilus qui sont exécutés durant le conflit du côté français, et ce n'est pas l'année 1917 et ses mutineries qui entraînent le plus grand nombre d'exécutions (une cinquantaine), mais bien l'année 1914 avec quelque 200 pelotons d'exécution réunis. Ce nombre d'exécutions s'explique par un double mouvement : d'une part la détermination du commandement français à réprimer des actes d'indiscipline susceptibles d'entamer le moral des troupes, composées en grande majorité de soldats issus de la conscription et dont les militaires de carrière doutaient de la fiabilité sur le front ; et d'autre part en raison de la volonté d'acceptation par les troupes combattantes de la forte discipline et d'un tel niveau de répression jugé comme nécessaire au bon déroulement de la campagne. 1916 et la suppression des Conseils de guerre spéciaux vus comme un outil de répression expéditif et brutal, marque un tournant dans la grande guerre, le consensus s'est altéré après deux années de guerre, la discipline intransigeante des débuts est devenue intolérable pour les Poilus.
C'est en partie ce que tend à démontrer Emmanuel Saint-Fuscien dans sa thèse, il écrit dans sa conclusion : « L'autoritarisme ne peut plus s’exprimer en 1916 comme en 1914. […] jusque dans ses formes les plus violentes, l’autorité a dû s’adapter au niveau d’adhésion des hommes. Dès 1916, et plus encore en 1917, la répression ne pouvait s’exercer comme en 1914. L’intensité du rapport de force dépend certes des intentions de ceux qui commandent mais, en pratique, leur autorité est tempérée, limitée, et donc déterminée par le niveau d’adhésion de ceux qui obéissent ».

#### France, 1914
- Selon la fiche de corps consultable sur Mémoires des hommes, le soldat Juquel Jean-Marie du 36e régiment d'infanterie coloniale aurait été passé par les armes le 29 aout 1914 à Gerbéviller, Meurthe et Moselle (54). Jean-Marie Juquel est né le 20 avril 1886 à Margerie-Chantagret, il serait donc le premier poilu fusillé à l'âge de 28 ans.
- Le 1er septembre 1914, à Remenoville, Frédéric Henri Wolff est le second fusillé de la Première Guerre mondiale mais aussi le premier officier fusillé. Il était chef de bataillon du 36e régiment d’infanterie coloniale[14]. Il demeure le seul officier supérieur à avoir été fusillé durant le conflit.
- Eugène Bouret, du 48e régiment d’artillerie, victime du « Shell-Shock » : le 29 août 1914, il s’égare et erre à l’arrière du front. Il est arrêté, jugé pour abandon de poste et fusillé le 7 septembre 1914 avec cinq autres coaccusés (Claudius Urbain du 299e RI né le 1er janvier 1882 à Chuzelles (Isère), mineur à Vienne - Ernest François Macken chasseur du 53e BCA, né le 3 novembre 1889 à Saint-Denis (Seine-Saint-Denis), cultivateur à Liancourt (Oise), inculpé d’abandon de poste en présence de l’ennemi à Rougiville le 2 septembre 1914 - Benoît Manillier du 22e RI, né le 22 mai 1887 à Leyrieu (Isère), cultivateur, inculpé d’abandon de poste en présence de l’ennemi à Rougiville le 3 septembre 1914 - Francisque Jean Aimé Ducarre du 30e RI, né le 4 janvier 1892 à Saint-Quentin-Falavier (Isère), voiturier, inculpé d’abandon de poste en présence de l’ennemi à Taintrux le 3 septembre 1914 - Francisque P. chasseur du 11e BCA, né le 1er février 1882 à La Grand-Croix (Loire), métallurgiste à Rives de Gier, inculpé d’abandon de poste en présence de l’ennemi à Taintrux le 3 septembre 1914). Il sera réhabilité dès 1917[15].
- Le 7 septembre 1914, le général René Boutegourd ordonne, sans jugement, l’exécution « pour l’exemple » de sept soldats du 327e régiment d’infanterie[16]. Ce n’était pas le moment de regarder en arrière, il fallait se faire tuer sur place plutôt que de reculer d’un pouce., se justifie-t-il plus tard[17]. Les poilus sont accusés d’avoir, « par lâcheté », quitté leur position aux avant-postes lors d’une attaque aux Essarts-lès-Sézanne, sur le front de la Marne. Après une première salve, trois condamnés sont toujours vivants[18]. Une deuxième salve est ordonnée à laquelle ils survivent encore. « L’adjudant qui était là vint pour nous donner le coup de grâce en nous logeant une balle dans la cervelle. […] Quand il eut tiré sur les 2 premiers, il dit au capitaine qui commandait qu'il ne pouvait plus continuer, que ça lui faisait trop de peine. Le capitaine lui dit de s'assurer si nous étions bien morts. […] Il dit au capitaine que nous étions tous morts et le capitaine emmena le peloton »[19]. Le rescapé François Waterlot se présente le lendemain au commandant du bataillon et demande à partir en première ligne. Gracié, il retourne au combat et meurt sur le front en 1915[20]. Les sept condamnés sont réhabilités en 1926[21].
- Marcel Loiseau, du 106e régiment d’infanterie, blessé, se rend à l’infirmerie. Il est accusé d’abandon de poste avec mutilation volontaire et fusillé le 12 octobre 1914 à Mouilly. Il est réhabilité le 17 mars 1922, l’accusation étant jugée infondée.
- Les Martyrs de Vingré du 298e régiment d’infanterie — le caporal Henri Floch, les soldats Jean Blanchard, Francisque Durantet, Pierre Gay, Claude Pettelet et Jean Quinault — sont réhabilités solennellement par la Cour de cassation le 29 janvier 1921.
- Léonard Leymarie, du 305e régiment d’infanterie, condamné pour mutilation volontaire, n’a pas été réhabilité mais est mentionné comme « Mort pour la France ».
- Gustave Cerna, du 1er régiment de hussard, fut condamné à mort le 20 septembre 1914 pour « refus d'obéissance devant l'ennemi et d'outrages par paroles et menaces envers son supérieur » le 8 septembre 1914 à Barbonville en Meurthe et Moselle.

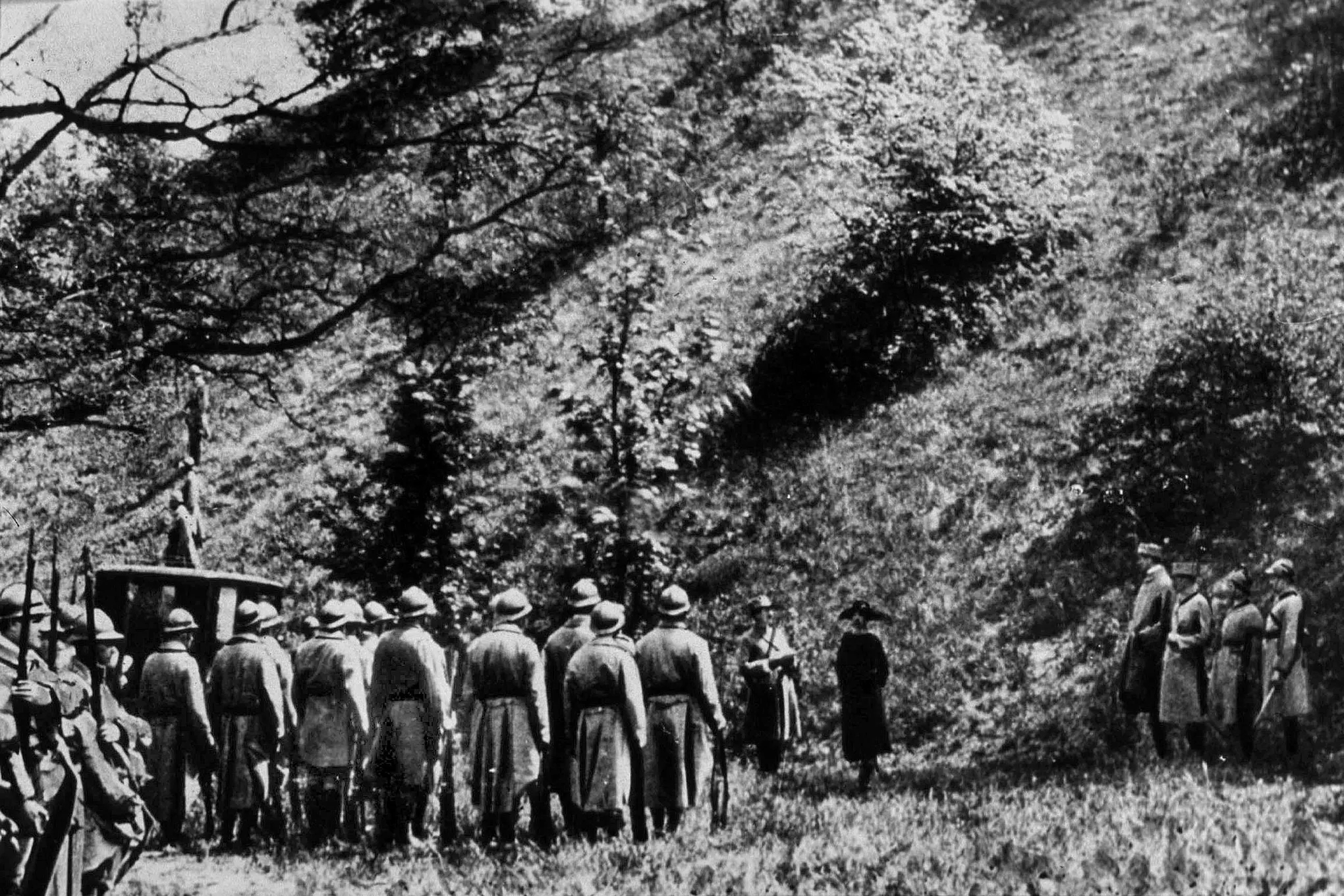
L'exécution de Mata Hari représentée dans un film de 1920.

- Jean-Julien Chapelant, sous-lieutenant commandant la 3e section de mitrailleuses du 98e régiment d’infanterie, a été capturé avec une poignée de survivants. Blessé, il réussit à regagner les lignes françaises. Pourtant, il est condamné à mort pour « capitulation en rase campagne ». Le 10 octobre 1914, il est fusillé attaché à son brancard dressé contre un pommier[22].

#### France, 1915

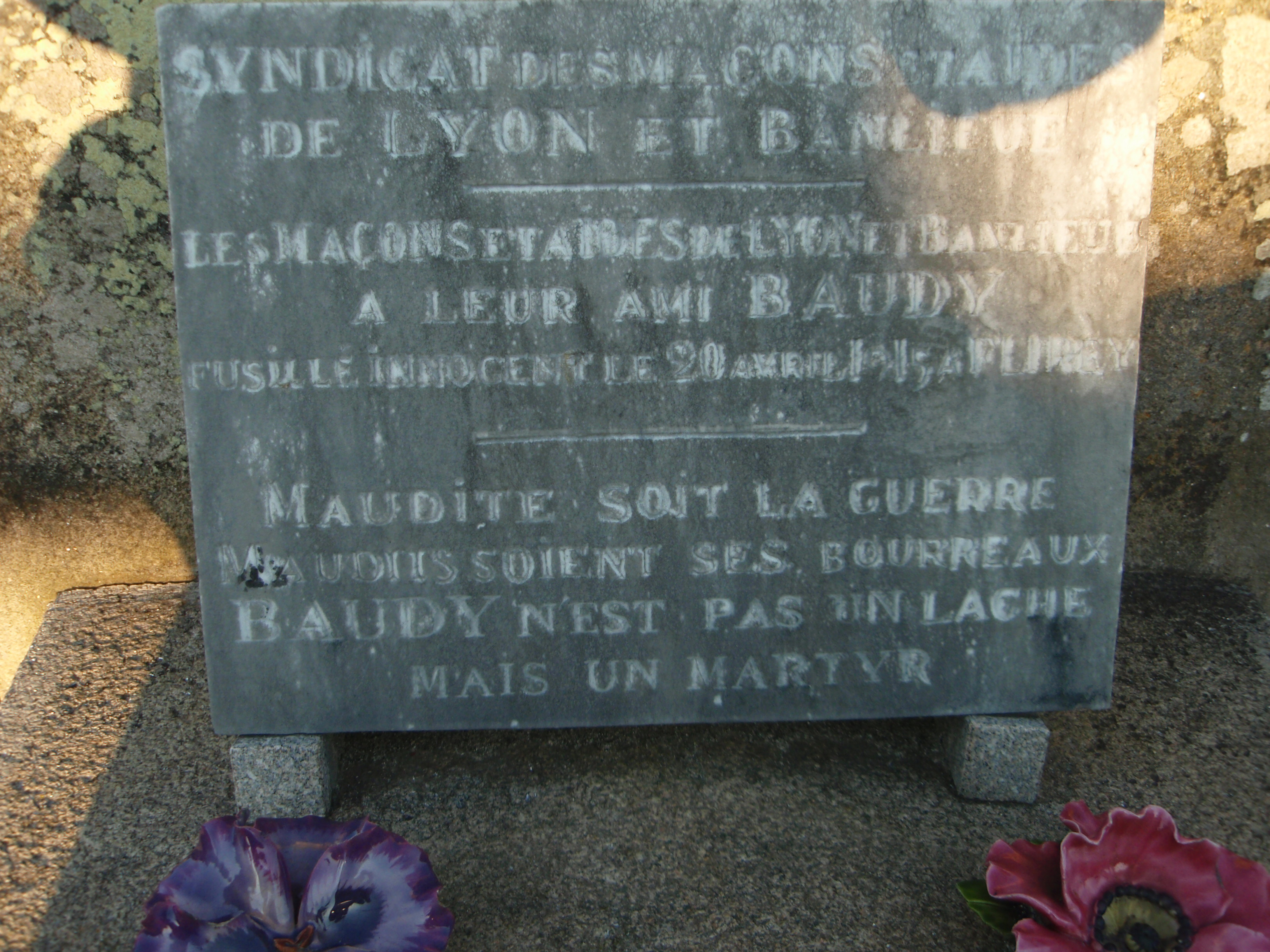
La stèle sur la tombe de Félix Baudy à Royère-de-Vassivière.

- Les fusillés de Flirey : Félix Baudy maçon de la Creuse a été fusillé avec le soldat François Fontanaud, le caporal Antoine Morange et le soldat Henri Prébost, à la suite du refus collectif de sa compagnie, du 63e régiment d’infanterie, de remonter à l’assaut. Ils ont été réhabilités en 1934 par la Cour spéciale de justice militaire, cette dernière comprenant des anciens combattants[23].
- Les soldats Camille Chemin et Édouard Pillet, du 37e régiment d’infanterie coloniale, ont été condamnés à mort à cause d’un malentendu. Leur capitaine les a désignés pour rester à l’arrière afin de surveiller des sacs. Un nouveau capitaine est nommé, celui-ci les considère comme déserteurs. Ils sont condamnés et exécutés. Ils seront réhabilités en 1934[24].
- Lucien Bersot, du 60e régiment d’infanterie, condamné à mort pour refus d’obéissance; il avait refusé de prendre un pantalon maculé de sang. Il a été réhabilité en 1922[23].
- Les caporaux de Souain, les quatre caporaux Théophile Maupas, Louis Lefoulon, Lucien Lechat et Louis Girard, du 336e régiment d’infanterie, ont été condamnés à la suite du refus collectif de la compagnie de remonter à l’assaut. Ils ont été réhabilités en 1934 par la Cour spéciale de justice militaire, cette dernière comprenant des anciens combattants.
- Le soldat Jean-Baptiste Bachelier, né aux Sorinières (Loire-Atlantique) est fusillé le 4 juillet 1915 à 25 ans[25][source insuffisante].
- Joseph Gabrielli, soldat du 140e régiment d’infanterie. Pauvre d’esprit, illettré et ne parlant que le corse, il avait perdu le contact avec sa compagnie après s’être fait soigner d’une blessure reçue lors d’une attaque. Condamné pour abandon de poste le 14 juin 1915 et fusillé le jour même, il fut réhabilité par la Cour spéciale de justice le 4 novembre 1933.

#### France, 1916

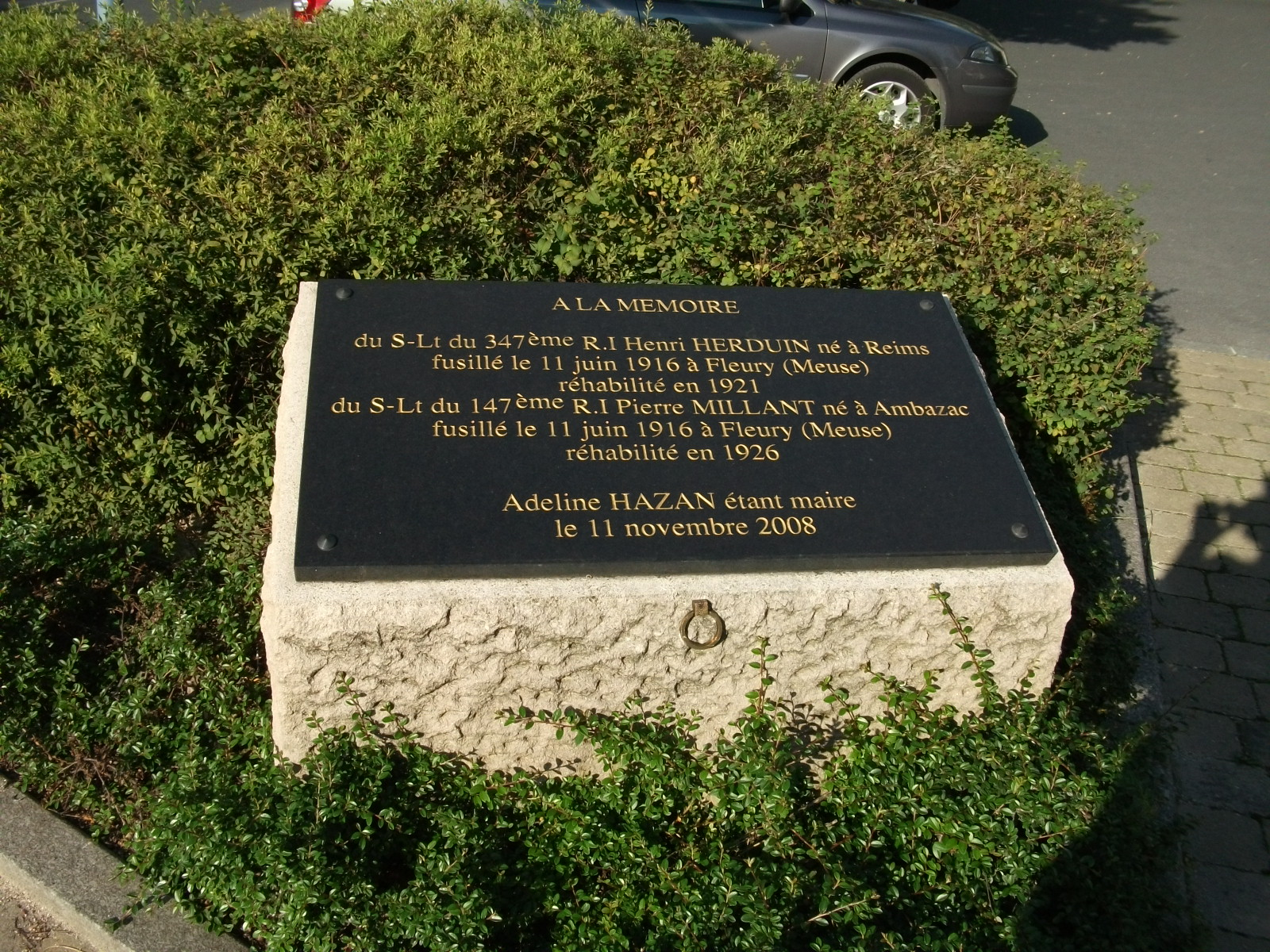
En leur honneur à Reims.

- Les sous-lieutenants Henri Herduin et Pierre Millant, du 347e régiment d’infanterie. Pour s’être repliés sur Verdun alors qu’ils étaient à court de munitions et dans l’impossibilité de recevoir des renforts, avec ce qui restait de leur compagnie (une quarantaine d’hommes), ils furent exécutés sans jugement à Fleury-devant-Douaumont le 11 juin 1916. En 1921, Louis Barthou le ministre de la Guerre, écrit aux familles en indiquant, que les deux fusillés sont morts pour la France alors que ces fusillés ne sont pas réhabilités juridiquement. Ces compensations honorifiques et militaires sont complétées par des réparations financières. Ils seront réhabilités officiellement en 1926[26],[27],[28].

#### France, 1917
- Le caporal Joseph Dauphin, du 70e bataillon de chasseurs à pied condamné à mort le 6 juin 1917 à la suite de la mutinerie de Beuvardes (car sous l’effet de l’alcool, les permissions ayant été refusées), il aurait tiré quelques coups de fusil et lancé à la cantonade des « propos séditieux ». Avant cette condamnation il avait reçu en 1915, la Croix de guerre avec palmes pour plusieurs actes héroïques. Promu caporal, il reçut par trois fois une citation pour sa conduite exemplaire au combat. Il n’a pas été réhabilité. Fusillé le 12 juin 1917 à Ventelay (Marne). Cultivateur, marié, père d’un enfant. Inhumé au cimetière militaire de Cormicy (Marne).

### Nombre d’exécutions par pays
Des milliers de combattants bulgares sur les 650 000 mobilisés sont accusés devant les cours martiales entre septembre 1915 et novembre 1916. 2 500 sont condamnés à mort et 800 exécutés.
Bien que sa participation à la guerre ne commence que le 23 mai 1915 et que son nombre de belligérants ne soit pas le plus important, l’Italie serait le pays qui a exécuté le plus grand nombre de ses soldats.
Le chef de l’État-major, Luigi Cadorna rend plus sévères des lois déjà lourdement répressives. Il prescrit aux officiers de recourir à une justice sommaire. Il relégitime la décimation, disparue depuis longtemps. Au moins 1 050 militaires sont passés par les armes dont 270 sans jugement. De plus, un nombre indéterminé mais important de soldats meurt dans des bombardements et des mitraillades ordonnés contre les troupes qui se retiraient, fuyaient ou tentaient de se rendre à l’ennemi. En 1919, une commission d'enquête est confiée au général Tommasi qui constate l'illégalité de nombreuses exécutions.

« La mémoire de plus de mille Italiens tués par les pelotons d’exécution interpelle aujourd’hui notre conscience d’hommes libres et notre sens de l’humanité. »

— Sergio Mattarella, Président de la République italienne, Chef des forces armées et Président du conseil suprême de défense, au colloque « L’Italie dans la Guerre mondiale et ses fusillés : ce que nous savons (ou pas) », à Rovereto les 4 et 5 mai 2015
La France avec 953 fusillés, chiffre obtenu par le service historique de la défense en 2014 mais dont la méthodologie a été critiquée par l'historien André Bach, se situerait en deuxième position devant le Royaume-Uni et les pays du Commonwealth avec au total 306 fusillés,,,,,,. L'Allemagne indique 48 et le Canada 25 fusillés. Il y eut aussi de nombreuses exécutions dans l'armée russe. L’armée américaine fait état de 36 exécutions. La justice militaire belge a prononcé 220 condamnations à mort mais 9 ou 12 soldats belges seulement ont été exécutés. Aucun ne l'a été après le 19 mai 1915.
Le corps expéditionnaire portugais a eu un homme fusillé pour avoir voulu se rendre à l'ennemi. Il a été le seul condamné à mort au Portugal au XXe siècle. La peine de mort a été abolie au Portugal en 1867 pour les civils et en 1911 pour les militaires mais elle a été réintroduite en 1916 pour des crimes de guerre. Le soldat a été réhabilité en 2017. « C'est réhabiliter la mémoire d'un soldat condamné à une peine contraire aux Droits Humains et aux valeurs consolidées de la société portugaise. », a déclaré le Ministère de la Défense portugais.

## Seconde Guerre mondiale
Il y a 49 soldats américains qui ont été condamnés à mort lors de la Seconde Guerre mondiale pour désertion.[réf. nécessaire] Eddie Slovik fut le seul soldat de l'armée américaine exécuté pour désertion, le 31 janvier 1945 à Sainte-Marie-aux-Mines.

## Mémoire

### Monuments
- Le Monument de Riom est un des rares Monuments aux morts pacifistes ; il est situé dans le département du Puy-de-Dôme en Auvergne. Il est dédié à la mémoire des poilus fusillés pour l’exemple et a été édifié grâce à l’action de l’Association républicaine des anciens combattants, fondée notamment par Henri Barbusse (premier président de l’ARAC) et des proches (dont Paul Vaillant-Couturier et Boris Souvarine…), anciens combattants de la Première Guerre mondiale et souvent militants de la SFIO. Il y est inscrit : « Aux victimes innocentes des conseils de guerre 1914 - 1918 et à celles de la milice et de la Gestapo 1939 - 1944 ». Le monument en lave de Volvic, qui se trouve dans le cimetière des Charmettes de Riom, a la forme d’un obélisque posé sur une base quadrangulaire. Élevé à l’initiative de l’ARAC et de son président local, Julien Favard, avec l’appui d’Étienne Clémentel et de la municipalité de Riom, il a été inauguré le 11 novembre 1922, dans un climat de polémique[47]. Après la Seconde Guerre mondiale, ont été associées à cet hommage les victimes de la Gestapo et de la Milice.
- Le monument de Vingré élevé à la mémoire des six martyrs par les anciens combattants du 298e R.I.. Il est inscrit sur le monument : « Dans ce champ sont tombés glorieusement le caporal Floch, les soldats Blanchard, Durantet, Gay, Pettelet et Quinault du 298e R.I., fusillés le 4 décembre 1914, réhabilités solennellement par la Cour de cassation le 29 janvier 1921. - Hommage des anciens combattants du 298e R.I. à la mémoire de leurs camarades morts innocents victimes de l’exemple. »
- Sur la tombe de Félix Baudy à Royère-de-Vassivière, ses amis ouvriers maçons ont déposé une plaque commémorative avec l’inscription « Maudite soit la guerre - Maudits soient ses bourreaux - Baudy n’est pas un lâche - Mais un martyr ».
- Le Monument aux morts de Saint-Martin-d’Estréaux situé dans le département de la Loire. Il comporte en particulier l’inscription : « les Innocents au poteau d’exécution ».
- Le 1er décembre 2007 a été inauguré à Suippes située dans le département de la Marne, un monument à la mémoire des caporaux de Souain fusillés pour l’exemple le 17 mars 1915 à Suippes. La réalisation du monument a été confiée au sculpteur Denis Mellinger dit Melden. Il s’est inspiré d’un dessin de Jacqueline Laisné[48].
- Le 6 avril 2019, à l'initiative de la Libre Pensée, un monument est inauguré à Chauny pour la réhabilitation des 639 Français fusillés pour l'exemple[49].

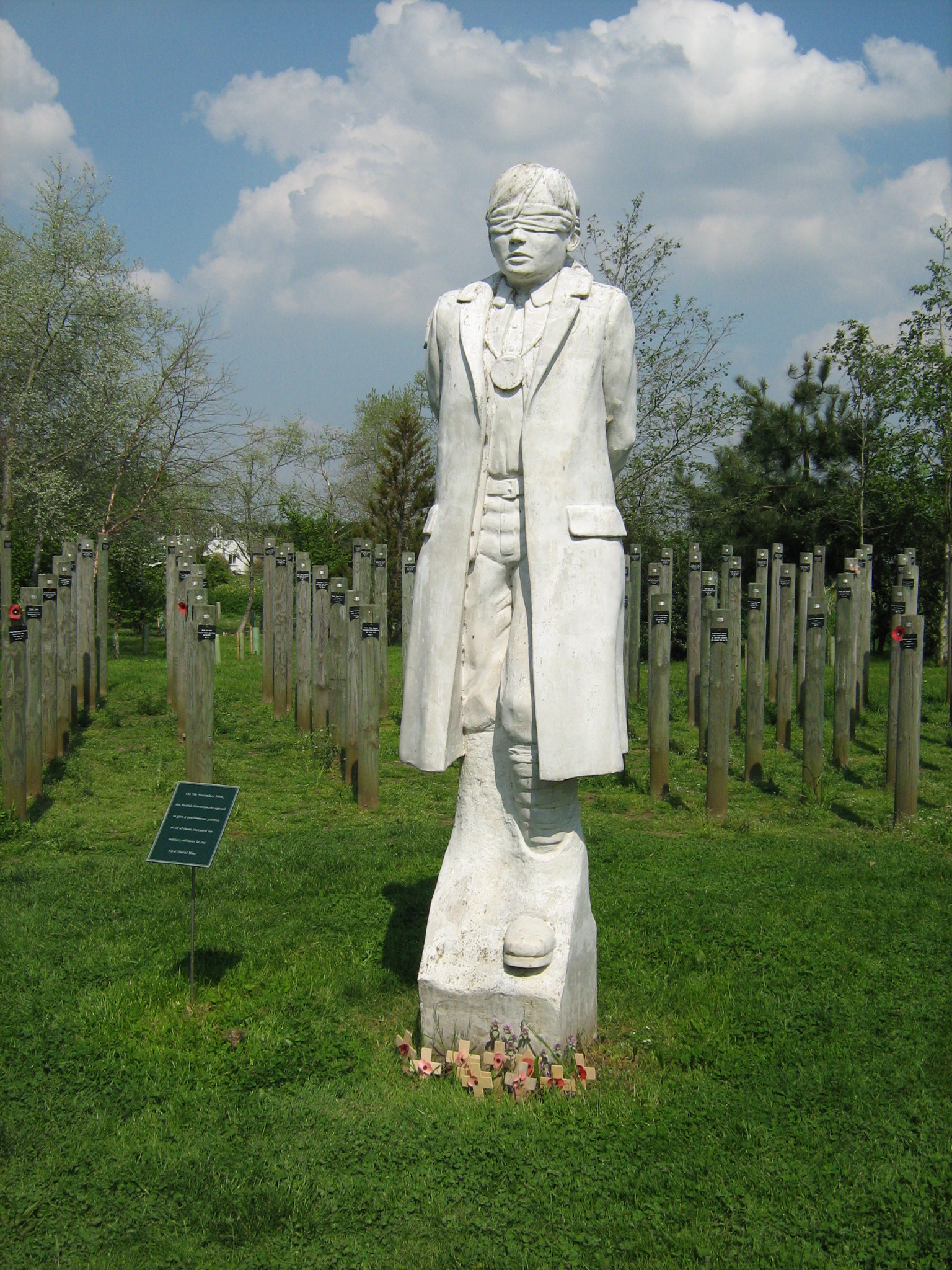
« Shot at dawn memorial », mémorial britannique aux fusillés pour l'exemple

- Le Shot at Dawn Memorial est un monument anglais près de Alrewas dans le Staffordshire en mémoire des 306 soldats fusillés pour l’exemple durant la Première Guerre mondiale[50].
- En Italie, le maire de Cercivento fait apposer en 1996 une plaque à la mémoire de quatre soldats fusillés dans ce village pour avoir refusé une mission suicide[51].

### Dans l’art
- Ils n’ont pas choisi leur sépulture : c’est une sculpture monumentale en bronze de quatre mètres de haut réalisée par le sculpteur Haïm Kern pour le mémorial du plateau de Californie à Craonne. Ce mémorial a été inauguré par Lionel Jospin en 1998, le jour de son discours visant à réintégrer les soldats fusillés pour l’exemple dans leur honneur.
- Soldat Peaceful, roman de Michael Morpurgo publié en Français en 2004 chez Gallimard Jeunesse.
- Un long dimanche de fiançailles, film de Jean-Pierre Jeunet, d'après le roman de Sébastien Japrisot, sorti en 2004. L’héroïne du film, Mathilde jeune boiteuse romantique part à la recherche de son amoureux Manech, présumé mort. Celui-ci, avec quatre de ses compagnons, a été accusé de mutilation volontaire et condamné à mort. Ils seront conduits jusqu’à un avant-poste nommé « Bingo crépuscule » et abandonnés à leur sort dans ce no man’s land qui sépare les deux camps. Mathilde mène son enquête et découvre des indices qui vont l’amener à retrouver Manech.
- Le Feu, d’Henri Barbusse (1873-1935) engagé volontaire en 1914 à l’âge de 41 ans, il obtint le Prix Goncourt en 1916.
- Les Sentiers de la gloire, film de Stanley Kubrick avec Kirk Douglas (1957), histoire librement inspirée de l'affaire des caporaux de Souain.
- Pour l’exemple, film de Joseph Losey (1964), raconte l’histoire d’un soldat britannique fusillé en 1917.
- Fusillés pour l’exemple, film documentaire de Patrick Cabouat, diffusé en 2003.
- Les Hommes contre, film italien produit et réalisé par Francesco Rosi en 1970.
- Le Pantalon, film d’Yves Boisset, d’après l’ouvrage d’Alain Scoff.
- Les Fusillés, téléfilm de Philippe Triboit, 2014
- Varlot soldat, bande dessinée de Didier Daeninckx et Jacques Tardi, L’Association, 1999.
- Le téléfilm Blanche Maupas de Patrick Jamain sur un scénario d’Alain Moreau, diffusé le 11 novembre 2009 sur France 2, retrace la vie le combat de Blanche jouée par Romane Bohringer, épouse de Théophile Maupas (Thierry Frémont), pour la réhabilitation des soldats fusillés pour l’exemple[52].
- Fucilati in prima ligna / Fusillés en première ligne, film documentaire de Jackie Poggioli, sur les Corses fusillés pour l’exemple au cours de la Première Guerre mondiale. Durée 78 minutes, produit par France3 Corse, première diffusion le 26 mai 2011. Parmi les chercheurs interviewés figure le général André Bach. À la suite de ce documentaire, l'Assemblée de Corse a voté à l'unanimité, en juillet 2011, une motion demandant la réhabilitation des fusillés.
- Exposition sur la campagne pour la réhabilitation des fusillés pour l'exemple « Maudite soit la guerre »[53].

## Réhabilitation

### France

#### Réhabilitation dans l'entre-deux guerres
Très peu, environ une quarantaine sur 600, ont été rétablis dans leur honneur dans les années 1920 ou 1930, à force d’acharnement et de courage de la part des familles de victimes soutenues par les associations d’anciens combattants et par la Ligue française pour la défense des droits de l’homme et du citoyen.
La famille du soldat fusillé pour l’exemple était doublement touchée du deuil. Le frère d'Henry Floch indique lors de l’inauguration du monument de Vingré en 1925 : « Nous avons vécu dans une atmosphère affreuse de la suspicion illégitime et la honte injustifiée ». Le fils de Pettelet autre fusillé de Vingré a dû être retiré de l’école, son éducation est confiée à un précepteur. La veuve Pettelet a reçu des insultes et des menaces, elle sort dans la rue avec un pistolet pour se protéger.

#### Interventions au niveau local
En 2006, l’affaire Léonard Leymarie a amené le sénateur de la Corrèze Georges Mouly (R.D.S.E.) à attirer l’attention d’Hamlaoui Mekachera, alors ministre délégué aux anciens combattants, sur les « fusillés pour l’exemple ». Il lui a demandé l’état de la réglementation actuelle quant à l’inscription du nom des fusillés pour l’exemple réhabilités sur les monuments aux morts des communes, où ils ne figurent pas. En effet, jusqu’en 2008, le nom de Leymarie est demeuré absent du monument aux morts de Seilhac érigé en 1924. Mais sa réhabilitation avait échoué malgré les efforts répétés à trois reprises de la Ligue des droits de l’Homme entre 1921 et 1925. Sa fiche, visible sur le site Mémoire des hommes, mentionne pourtant une réhabilitation sans donner la moindre date. En revanche, à Seilhac, la mention « Mort pour la France » avait été ajoutée avant 1919 à son acte de décès transcrit le 29 avril 1915 sur le registre d’état civil (acte no 12). Cette mention existait sur l’acte de décès du 305e RI (no 99), établi à Ambleny (Aisne) le 19 décembre 1914 et contresigné par deux témoins, un caporal et le médecin aide-major du dit régiment. Dans sa réponse, le ministre a rappelé que les noms des militaires fusillés pour l’exemple puis réhabilités peuvent être inscrits sur les monuments aux morts communaux, s’ils se sont vu attribuer la mention « mort pour la France ». Cette décision d’inscription incombe aux communes, sous la tutelle du préfet. Il n’existe toutefois aucune obligation d’inscription pour les communes.
L’article L. 488 du code des pensions militaires d’invalidité et des victimes de la guerre distingue cinq catégories de morts pour la France :
1. les militaires qui ont été tués à l’ennemi ;
2. ceux qui sont morts de blessures de guerre ;
3. les décédés de maladie contractée en service commandé en temps de guerre ;
4. les victimes d’accident survenu en service ;
5. ceux qui sont morts à l’occasion du service en temps de guerre[59].

En 2008, le Conseil général du département de l’Aisne a adopté à l’unanimité un vœu demandant aux autorités françaises de « reconnaître les soldats condamnés pour l’exemple comme des soldats de la Grande Guerre à part entière et à inscrire leurs noms sur les monuments aux morts ». Les élus de gauche comme de droite ont insisté sur la nécessité d’un apaisement de la mémoire et d’une générosité de la République vis-à-vis d’hommes qui étaient à bout. Le 4 décembre 2004, à l’occasion du 90e anniversaire de l’exécution de Vingré, les six fusillés sont faits « citoyens d’honneur de l’Aisne » par le président du Conseil général de l’Aisne. Une étude du conseil général de l’Aisne a permis de dénombrer pour ce département 56 fusillés pour l’exemple, dont trois (Maille en 1914, Dauphin et Renauld en 1917) qui condamnés dans l’Aisne ont été exécutés à la limite de la Marne.
Quatorze Conseils généraux ont pris position pour la réhabilitation des fusillés pour l’exemple : l’Aisne (le 16 avril 2008), l’Allier, l’Ardèche, la Corrèze, le Doubs (en octobre 2008), la Haute-Garonne, l’Hérault, la Loire, l’Oise, le Rhône (le 25 novembre 2011), la Haute-Saône, la Somme, l’Essonne (le 21 novembre 2011), la Nièvre (délibération du conseil général le 25 juin 2012)
En août 2011, l’Assemblée de Corse a adopté à l’unanimité une motion demandant la réhabilitation des soldats fusillés pour l’exemple pendant la Première Guerre mondiale.
Le 25 juin 2012, le conseil régional de Champagne-Ardenne vote un vœu pour la réhabilitation jugeant notamment que « tous ces hommes ont été injustement dépossédés de leur honneur. Il appartient à la République de le leur rendre et de réparer cette injustice comme le demandent leurs descendants et nombre d'associations. Le conseil régional apporte son soutien à cette réhabilitation pleine, publique et collective de tous les « fusillés pour l'exemple » de la guerre de 1914-1918 et demande au président de la République de prendre une décision forte en ce sens ».

#### Interventions au niveau national
Dans les années 1990, à l'approche du 80e anniversaire de l’armistice de 1918, le militantisme d'associations (Ligue des droits de l'homme, Association républicaine des anciens combattants) relance au niveau national le débat de la réhabilitation mémorielle des soldats fusillés ou mutinés. Cette mobilisation se traduit dans le discours du 5 novembre 1998 à Craonne, du Premier ministre Lionel Jospin qui souhaite que les soldats « fusillés pour l’exemple », « épuisés par des attaques condamnées à l’avance, glissant dans une boue trempée de sang, plongés dans un désespoir sans fond », qui « refusèrent d’être des sacrifiés », victimes « d’une discipline dont la rigueur n’avait d’égale que la dureté des combats, réintègrent aujourd’hui, pleinement, notre mémoire collective nationale ». Dans le contexte de cohabitation, cette initiative fut critiquée par le président de la République Jacques Chirac et plusieurs représentants de la droite française, dont Philippe Séguin et Nicolas Sarkozy,.
En 2008, le secrétaire d’État à la Défense et aux Anciens combattants, Jean-Marie Bockel, a indiqué qu’il réfléchissait à une réhabilitation, « au cas par cas », de mutins de la Première Guerre mondiale, afin que Nicolas Sarkozy puisse « prendre une orientation d’ici le 11 novembre ». À la suite de cette annonce des journaux nationaux évoquent cette question. Le président de la République Nicolas Sarkozy a rendu hommage à tous les morts de la Première Guerre mondiale le 11 novembre 2008, y compris les soldats français fusillés par leur commandement,.
Le 20 décembre 2012, des sénateurs communistes ont déposé une proposition de loi relative à la réhabilitation collective des fusillés pour l’exemple de la guerre de 1914-1918 comportant un article unique ainsi rédigé : Les « fusillés pour l’exemple » de la Première Guerre mondiale font l’objet d’une réhabilitation générale et collective et, en conséquence, la Nation exprime officiellement sa demande de pardon à leurs familles et à la population du pays tout entier. Leurs noms sont portés sur les monuments aux morts de la guerre de 14-18 et la mention « mort pour la France » leur est accordée.
En 2013, l'historien Antoine Prost remet un rapport au ministre délégué aux anciens combattants, Kader Arif. Le chef de l'État François Hollande devait s'appuyer sur ce document afin de prendre une décision, mais il ne semble pas avoir décidé.
En 2014, le général André Bach publie des statistiques publiques, mises à jour en 2015, au sein du Prisme14-18.
Dans la nuit du jeudi au vendredi 14 janvier 2022, l'Assemblée Nationale a voté pour une réhabilitation de plus de 600 « fusillés pour l'exemple » lors de la Première Guerre Mondiale. Ce texte, porté par le député insoumis Bastien Lachaud, stipule que : « Les militaires en service dans les armées françaises du 2 août 1914 au 11 novembre 1918 ayant été condamnés à mort pour désobéissance militaire ou mutilation volontaire (…) et dont la condamnation a été exécutée, font l'objet d'une réhabilitation générale et collective, civique et morale ». En outre la proposition de loi adoptée demande que les noms des soldats soient inscrits sur les monuments aux morts et qu'un monument national soit érigé.

### Autres pays
Le gouvernement britannique a, en 2006, par voie législative, réhabilité les 306 soldats britanniques fusillés,,. Les cinq fusillés néo-zélandais ont été réhabilités en 2000, et les Canadiens honorés l’année suivante,.
En 1998, le ministre de la Défense, Carlo Scognamilio, (centre droit) souhaite que l'Italie réhabilite les fusillés : « Comment ne pas être du côté de ceux qui tentèrent d'éviter une mort inutile, stupide ? Les pauvres soldats qui furent fusillés par nos pelotons d'exécution ne furent pas moins héroïques que ceux qui sont morts au combat ».
En 2014, l’évêque Santo Marcianò de l’Ordinariat militaire en Italie demande la réhabilitation des fusillés : « Rien ne peut justifier une telle violence, jointe à la diffamation, à la honte, à l’humiliation ».

#### Monographies et articles
- Philippe Puccini, En avant ! Capitaine Lionel Lemoël 1914-1916, éditions Alan Sutton, 2004.
- Macha Séry et Alain Moreau, Blanche Maupas. La veuve de tous les fusillés, Éditions de l’Archipel, 2010.
- « Réhabilités de Vingré » et « Martyrs du nazisme, figures de la Résistance » in Gilbert Gardes, La Cité industrielle, Rive-de-Gier, Mémoire d’un patrimoine, Azossi, 2010, pages 470 et 615.
- Bruno Mascle, Fusillé pour l’exemple, Abel Garçault (1894-1914), Éditions de La Bouinotte, 2014.
- Émile Ducharlet, Caporal Joseph Dauphin, mutin de 1917, Éditions de La Lucarne Ovale, 2015  (ISBN 978-2-914648-02-8).
- Émile Ducharlet, Les Charentais-Maritimes fusillés durant la Grande Guerre, Éditions de La Lucarne Ovale, 2019  (ISBN 978-2-914648-27-1).
- Robert Attal et Denis Rolland, « La justice militaire en 1914 et 1915 : le cas de la 6e armée », Mémoires de la fédération des sociétés d'histoire et d'archéologie de l'Aisne, t. 41,‎ 1996, p. 133-158 (lire en ligne).
- Odette Hardy-Hémery, Fusillé vivant, Paris, Gallimard, 20 septembre 2012, 288 p. (ISBN 978-2-07-013811-1 et 2-07-013811-9, OCLC 811319149).
- Benoît Amez, Je préfère être fusillé : enquête sur les condamnations à mort prononcées par les conseils de guerre belges, 2014 (ISBN 978-2-87466-365-9 et 2-87466-365-4, OCLC 904541733).

#### Essais, études et articles non universitaires
- R.-G. Réau, Les crimes des conseils de guerre, Éditions du Progrès Civique, Paris, 1925.
- Les fusillés pour l’exemple, numéro spécial du Crapouillot, août 1934.
- Roger Monclin, Les Damnés de la guerre - Les crimes de la justice militaire (1914-1918), Paris, Mignolet & Storz, 1934.
- Henri Andraud, Quand on fusillait les innocents, Gallimard, 1935.
- Georges Joumas (préface d'Antoine Prost), Les Deux Premiers fusillés « pour l'exemple » des mutineries de 1917, Regain de lecture, 2019.